# Fjellhamar Station
Fjellhamar Station (Fjellhamar stasjon) er en jernbanestation på Hovedbanen, der ligger i Lørenskog kommune i Norge. Stationen består af to spor med en delvist overdækket øperron imellem.
Stationen åbnede som holdeplads 22. juni 1931. Den blev nedgraderet til trinbræt 1. april 1982 med udelukkende betjening af lokaltog. I 2003 blev stationen erstattet af en ny på samme sted.